# زووم (برنامج)
زووم (بالإنجليزية: Zoom) هو برنامج لمؤتمرات الفيديو طورته زوم لاتصالات الفيديو. يوفر خدمة الدردشة المرئية التي تسمح بما يصل إلى 100 جهاز في وقت واحد مجانًا، وإن كان ذلك مع تقييد الوقت لمدة 40 دقيقة للحسابات المجانية. يتوفر للمستخدمين خيار الترقية من خلال الاشتراك في إحدى خططها، مع السماح بأكثر من 500 شخص في وقت واحد، دون قيود زمنية.

## وصلات خارجية
- الموقع الرسمي